# Slank traliehorentje
Het slank traliehorentje (Parthenina indistincta) is een slakkensoort uit de familie van de Pyramidellidae. De wetenschappelijke naam van de soort is voor het eerst geldig gepubliceerd in 1808 door George Montagu.

## Verspreiding
P. indistincta Komt voor in de noordelijk Atlantische Oceaan, van Noorwegen, via de Noordzee en de Britse Eilanden tot aan de Canarische Eilanden, Madeira en de Middellandse Zee. 